# Simonetta Peccenini
Simonetta Peccenini (Génova, 1952) es una botánica, taxónoma y curadora italiana. Desarrolla sus actividades científicas y académicas en el Departamento de Ciencias de la Tierra, la Vida y el Ambiente de la Universidad de Génova.
Es especialista en la familia de las brasicáceas, con énfasis en el género Erysimum; y posee la autoría en la identificación y nombramiento de nuevas especies para la ciencia. A abril de 2016, posee seis registros de especies nuevas para la ciencia, publicándolos habitualmente en la publicación científica Anales del Museo de Historia Natural de Viena (véase más abajo el vínculo al IPNI).

## Carrera
En 1976, obtuvo la licenciatura en historia natural por la Universidad de Génova. De 1977 a 1981, tuvo una subvención de la CNR en la Universidad de Pavía, y en 1981, fue profesora adjunta primero en el Instituto de Botánica de Pavía, luego en la Universidad de Génova participando en investigaciones en los campos de la botánica sistemática y taxonomía, y geobotánica, en el ámbito local, nacional e internacional, con un enfoque en los resultados de la aplicación para la conservación de la naturaleza. Publicó resultados en varios resúmenes de conferencias y notas impresas en revistas científicas de difusión nacional e internacional. Tales publicaciones ponen de manifiesto los conocimientos adquiridos sobre vegetación y flora de algunas regiones italianas, sobre todo Liguria, en autoecologia y distribución de especies importantes.

## Algunas publicaciones
- Lorenzo Peruzzi, gianniantonio Domina, fabrizio Bartolucci, gabriele Galasso, simonetta Peccenini, francesco m. Raimondo, antonella Albano, et al. 2015. An inventory of the names of vascular plants endemic to Italy, their loci classici and types. Phytoxa 196 (1): 1 - 217
- simonetta Peccenini. 2013. Contributi alla ricerca floristica in Italia : comunicazioni : Orto botanico di Roma, La Sapienza Università di Roma, 18-19 ottobre 2013. Publicó Società Botanica Italiana, 56 p. ISBN 8885915086, ISBN 9788885915084
- ------------------------. 2012. The genus Erysimum (Brassicaceae) in Italy, part I. Ann. Naturhist. Mus. 114: 95 – 128.
- ------------------------. 2011. Loci classici, taxa critici e monumenti arborei della flora d'Italia. Comunicazioni, Società Botanica Italiana. Gruppo per la Floristica. Publicó Orto botanico di Roma, La Sapienza Univerità di Roma, 70 p. ISBN 8885915051, ISBN 9788885915053
- ------------------------, gianniantonio Domina, cristina Salmeri. 2010. La biodiversità vegetale in Italia: aggiornamenti sui gruppi critici della flora vascolare. Ed. Società Botanica Italiana, 56 p. ISBN 8885915035, ISBN 9788885915039
- ------------------------. 2009. Gruppi critici della flora d'Italia: communicazioni ; Società Botanica Italiana, Gruppo per la Floristica, [consiglio direttivo 2009 - 2011]. Publicó Dipartimento di scienze botaniche dell'Università di Palermo, 54 p. ISBN	8890310820, ISBN 9788890310829
- ------------------------, s. Galluino, s. siLJak–yakoVLeV. 2003a. Studi citotassonomici sul genere Erysimum (Cruciferae). Inform. Bot. Ital. 35 (1): 129 – 131.
- ------------------------, o. robin, s. Siljak–YakovLev. 2003b. Rapport entre le niveau de ploïde et la quantité d’ADN dans le genre Erysimum (Cruciferae). Bocconea 16 (2): 663 – 667.
- ------------------------, s. Siljak-Yakovlev. 2001. Notes cytotaxinomiques à propos du genre Erysimum (Cruciferae) en Italie nord–occidentale. Bocconea 13: 391–395.
- ------------------------, i. Vagge. 1999a. Note sul genere Erysimum nelle Alpi italiane. En: Atti Colloque Ecologie et Biogéographie alpines, La Thuile, 6–11 settembre 1997. Rev. Valdotaine Hist. Nat. 51 supl. 97 – 114.
- ------------------------, ----------. 1999b. Il genere Erysimum (Cruciferae) nell’Appennino settentrionale. Memorie della Accademia lunigianese di scienze “Giovanni Capellini” 67–69: 93–100.
- lucio Bonato, alessandra Di Turi, alessandro Fontana, alessandro Minelli, simonetta Peccenini, margherita Solari. 2005. I prati aridi : coperture erbacee in condizioni critiche. Udine Roma : Museo friulano di storia naturale : Ministero dell'ambiente, 159 p. il. ISBN 88-88192-20-4
- wanda Terzo, simonetta Peccenini. 1986. Corso di botanica. 152 p.